# Guigues III de Forez
Pour les articles homonymes, voir Guigues III.
Guigues III (1160 - † 28 novembre 1204[réf. nécessaire]) dit Branda ou encore d'Outre-Mer est comte de Forez de 1198 à 1203.

## Biographie
Il succède à son père Guigues II qui abdique en sa faveur. Durant son règne il combat régulièrement la maison de Beaujeu qui a de nombreuses velléités sur le Forez. Il meurt en terre sainte peu après son arrivée à Saint-Jean d'Acre,.

## Famille et généalogie
Marié avec Alix/Adèle de Sully, fille de Gilon III (plutôt que son fils Archambaud IV ; deux seigneurs de Sully) et Luce de Charenton (contrairement à Jean-Marie de La Mure, le site MedLands ne relie pas forcément Alix/Alasia/Adèle/Adelasia aux Sully) ; ils eurent au moins cinq enfants :
- Guigues IV, qui lui succéda comme comte de Forez ;
- Marquise de Forez, † vers 1237/1239, mariée à Guy VII, vicomte de Thiers, fils de Guy VI de Thiers et Clémence de Courtenay[6],[a] ;
- Guigonne ou Alix de Forez, comtesse de Vienne par ses deuxièmes noces, mariée ou fiancée à Archambaud VIII de Bourbon vers 1205/1206 ; répudiée elle se remarie vers 1211 avec Géraud II de Mâcon, comte de Mâcon et de Vienne. Elle céda ses droits sur le Forez en 1230 à son neveu Guigues ;
- Eléonore de Forez, née vers 1190 (pour le site MedLands, elle n'est pas la fille d'Alix/Adelasia, mais d'une 1re femme de Guigues III, Ascuraa), mariée à Guillaume III ou II le Vieux de Baffie  d'où :
  - Guillaume III ou IV de Baffie ; Eléonore de Baffie (x vers 1245 Robert V comte d'Auvergne) ; Béatrix (x Agnon VI d'Auvergne de Meymont d'Oliergues) ; Philippie/Philippa/Philippe (x 1° Guillaume VIII-II Dauphin comme sa 3e femme ; puis 2° en 1241 Robert II, seigneur de Courcelles du Breuil) ;
- une autre Eléonore, selon le site MedLands, qui aurait été fiancée vers 1210 à Guillaume X comte d'Auvergne ;
- probablement une autre fille, selon le site MedLands, peut-être nommée Artaude, qui aurait été la 1re femme de Guillaume II comte de Genève, d'où une fille qui serait la femme d'Artaud IV de Roussillon et d'Annonay, à moins qu'elle fût directement la femme d'Artaud de Roussillon[7][réf. à confirmer] ;
- Renaud de Forez, chanoine de l'église de Lyon.